# Pablo Rodrigo
Pablo Rodrigo Fernández de Heredia (Madrid, 7 de mayo de 2002) es un jugador de baloncesto profesional español que mide 1,92 metros y juega de base, pudiendo también hacerlo de escolta.

## Trayectoria
Natural de Madrid, es un base que puede jugar de escolta formado en las categorías inferiores del CB Alcobendas antes de ingresar en 2014 en categoría infantil al Real Madrid Baloncesto,
Tras cinco temporadas en el Real Madrid Baloncesto, y una temporada en SBA (Spanish Basketball Academy) en 2020 y aún en edad júnior firma por el Baloncesto Fuenlabrada, donde sería asignado a su equipo filial de Liga EBA, promediando 17 puntos por encuentro en la temporada 2020/21. 
En la temporada 2021-22, Pablo ficha como vinculado con Baloncesto Palencia de la Liga LEB Oro,integrando la plantilla de su filial, el CB Venta de Baños de Liga EBA. En el mes de enero regresa al Baloncesto Fuenlabrada para estar en dinámica del equipo ACB y jugar con su filial en Liga EBA. Terminó la temporada alcanzando promedios de 17 puntos, 2.6 asistencias y 3.6 rebotes.
En la temporada 2022-23 se encontraría de nuevo en dinámica de entrenamientos en la Liga ACB y disputando partidos con el filial del equipo madrileño en Liga EBA, destacando especialmente con medias de 18 puntos, 4.9 asistencias y 5.3 rebotes hasta ser cedido el 1 de diciembre al Club Melilla Baloncesto de la Liga LEB Oro. Con el club norteafricano disputó 19 partidos, siendo titular en dos de ellos, en los que acreditó promedios de 8.3 puntos (44% en tiros de tres), 2.2 rebotes y 1.8 asistencias en algo más de 16 minutos de juego.
El 12 de junio de 2023 se convierte en jugador del Cáceres Patrimonio de la Humanidad de la Liga LEB Oro.Disputó 25 partidos logrando medias de 7 puntos, 2.3 rebotes y 1.3 asistencias en 15.5 minutos, no pudiendo finalizar la temporada debido a una lesión en los ligamentos de su rodilla izquierda.